# 東京都立葛飾総合高等学校
東京都立葛飾総合高等学校（とうきょうとりつ かつしかそうごうこうとうがっこう）は、東京都葛飾区南水元四丁目にある都立高等学校。　

## 概要
2007年に本所工業高校と水元高校を発展的に統合して新たに創立。東京東部地域に初めて開校した全日制の総合学科高校。国際コミュニケーション、環境サイエンス、スポーツ福祉、生活アート、メカトロニクス、情報メディアの6系列の科目群の中から2年次以降に選択する。上位大学進学にも力を入れており、土曜日や長期休業日中には大学受験対策講座が開かれ、3年次には「日本史演習」「小論文」「数学演習」など大学入試に直結した授業も多く開かれる。
部活動では吹奏楽部が活発であり、東京都高等学校吹奏楽コンクールで金賞を受賞しているほか、推薦入試において「文化スポーツ等特別推薦（吹奏楽部）」を実施しているなど、非常に力を入れている。また2014年4月9日にTOY'S FACTORYから発売された、SEKAI NO OWARIのメジャー6thシングル「炎と森のカーニバル」のレコーディングにも参加している。

## 沿革
- 2007年4月 - 本所工業高校の校舎と敷地を全面的に改修し、本所工業高校全日制と水元高校を発展的に統合して新たに開校した。
- 2010年3月 - 第1期生卒業。

## 系列
国際コミュニケーション
英語などの外国語を重点的に学ぶ系列で、将来は文系の上位私立大学合格を目指す。フランス語、韓国語、イタリア語、中国語といった第二外国語も履修可能。
環境サイエンス
理数系教科を重点的に学ぶ系列で、将来は理工系や農学部系、医療系の上位大学合格を目指す。「葛飾の自然」「葛飾の環境と防災」「ヒトのからだの不思議」という学校設定科目を履修可能。
スポーツ福祉
スポーツ、健康、福祉関係の学問を重点的に学ぶ系列で、将来は教育系や福祉系、体育系の大学合格を目指す。
生活アート
芸術系や家庭科系の教科を重点的に学ぶ系列で、将来は家政系や保育系、芸術系の大学合格を目指す。
情報メディア
情報や電子の教科を重点的に学ぶ系列で、将来は情報系や工学系の上位大学進学を目指す。
メカトロニクス
機械や電気を重点的に学ぶ系列で、将来は理数系の上位大学進学を目指す。

## 校訓
- 進取創造～自ら進んで物事に取り組み、新しいものを初めて作り出すほどの意欲を育てるということ。
- 自主自律～自ら立てた規範に従って、自らに厳しく行動する強い気持ちを育てるということ。

## 校歌
- 題名：葛飾総合高等学校校歌〜希望のうた〜
- 作詞：渡辺なつみ
- 作曲：kengo

## 交通
- JR常磐線金町駅北口下車　徒歩16分 （経路案内）
- 京成金町線京成金町駅下車　徒歩17分（経路案内）